# Warwick (New York)
Warwick egy város az Egyesült Államok keleti partján, New York állam Orange megyéjének délnyugati részén, New Yorktól légvonalban mintegy 50 km-re ÉNY-ra. Lakosainak száma 32 ezer fő volt a 2010. évi népszámláláskor.
Az Applefest nevű éves fesztiválnak ad otthont, és a városhoz tartozó területen található, bár innen távolabb a Jehova Tanúi világszéles szervezetének székhelye.

## Népesség
A település népességének változása:

| 2010 | 32 065 |
| 2020 | 32 027 |